# 広島やくざ戦争
『広島やくざ戦争』（ひろしまやくざせんそう）は、1987年に発売された大下英治による長編ドキュメンタリーノベル全2巻。
2000年に監督辻裕之、主演小沢仁志で実写化発売され、その後にはオリジナルビデオシリーズとなった。また「広島ヤクザ戦争」のタイトルで漫画化もされている。

## 概要
戦後の広島市でジャックナイフの久と呼ばれた山岡久が岡島組服田組に身を投じ、三代目共雄会会長になるまでを描く。

## 書籍
大下英治著、全2巻。
- 覇狼 広島やくざ戦争 上巻（1987年、桃園書房）
- 覇狼 広島やくざ戦争 下巻（1987年、桃園書房）
  - 広島やくざ戦争 上巻（1999年、桃園文庫）文庫化
  - 広島やくざ戦争 下巻（1999年、桃園文庫）
    - 実録・広島やくざ戦争 上（2010年、幻冬舎アウトロー文庫）文庫
    - 実録・広島やくざ戦争 下（2010年、幻冬舎アウトロー文庫）

## オリジナルビデオ

### キャスト
- ジャックナイフの久→岡島組服田組組員→山城辰雄組長の護衛→山城組服田組若頭→初代共雄会服田組若頭→二代目共雄会理事長→三代目共雄会会長 山岡久 - 小沢仁志（1・2・3）
- 愚連隊→岡島組服田組組員 澤井和彦 - 塚本耕司（1）
- 岡島組服田組組員→共雄会服田組組員 服田茂（武の実弟） - 森永健司（1・2）
- 岡島組組長 岡島敏夫 - 伊藤秀裕（1）
- 岡島組舎弟 打館組組長→神戸ヤマナカ組打館組組長 打館信夫 - 港雄一（1・2）
- 岡島組組員→山城組→共雄会 有本博 - 崎山祐一（1・2・3）
- 岡島組幹部 服田組組長→山城組若頭→二代目共雄会会長 服田武 - 渡辺裕之（1・2）
- 岡島組幹部→山城組→初代共雄会→二代目共雄会副会長 厚田昭三 - 中谷彰宏（1・2・3）
- 岡島組幹部 網元光三郎 - 古井榮一（1）
- 岡島組組員 山上光治  - ？（1）
- 村西組幹部→初代共雄会→二代目共雄会顧問 村西正春 - 山田辰夫（1・2）
- 村西組組員→初代共雄会→二代目共雄会副会長 栗尾輝樹 - 山下真広（1・2）
- 村西組幹部 - 佐々木庸二（1）
- 清田多美子（山岡久の妻、清田毅の実姉） - 中島宏海（1・2・3）
- 矢部栄作（医大生→広島城西病院） - 奈良坂篤（1・2）
- 刑事（取調室） - 石山雄大（1）
- 原倉吉 - 鈴木隆仁郎（1）
- 澤井（和彦の父親、元極道） - 菅原文太（1・2）※特別出演
- 笹岡市 浅沼組組長 浅沼真一 - 梅宮辰夫（1・2・3）※特別出演
- レイカ（澤井和彦の女） - 李丹（1）
- 打館組幹部→山崎組組長→初代共雄会→二代目共雄会副会長 山崎組組長 山崎英博 - 中野英雄（1・2）
- 打館組組員→山崎組組員→共雄会 山崎組組員 西本豊 - 土平ドンペイ（1・2）
- 打館組組員→山崎組組員→共雄会 山崎組組員→共雄会十二会→共雄会幹事長 沖永勲 - 寺島進（1・2・3）
- 打館組組員→山崎組組員→共雄会 山崎組組員→共雄会十二会 梶本哲 - 小沢和義（1・2・3）
- 服田組組員→二代目共雄会 藤川章太 - 殺陣剛太（1・2・3）
- クラブの客 - 杉作J太郎（1）
- 岡島組服田組組員→共雄会服田組組員→三代目共雄会幹事長 清田毅（多美子の実弟→山岡久の舎弟） - 菅原加織（1・2・3）
- 網元組幹部→服田組→共雄会 片倉薫 - 江原修（1・2・3）
- 呉市 山城組組長→初代共雄会会長 山城辰雄 - 志賀勝（1・2）
- 呉市 山城組幹部→美里組組長 美里剛三 - 天宮良（1・2）
- 呉市 山城組幹部→初代共雄会→二代目共雄会副会長 樋山実 - 野口雅弘（1・2）
- 呉市 美里組幹部 水上貢 - 望月六郎（1）
- 共雄会村西組？ - 塩山義高（2）
- 神戸 山中組組長 田崎一夫 - 夏木陽介（2・3）※友情出演

- 共雄会幹部 岩上敏博 - 山本竜二（3）
- 共雄会幹部 荒岩半治 - ？（3）
- 共雄会荒岩組組員 田上聡 - 土平ドンペイ（3）（※複数役）
- 梶本組組員 星島宏樹 - 森永健司（3）（※二役）
- 尾道 侠義会会長 森中幸吉 - 渡辺裕之（3）（※二役）
- 尾道 侠義会理事長 塚本柾照 - 森羅万象（3）
- 尾道 侠義会組員 - 岡部務（3）
- 三代目共雄会山岡組組員 津田昭一 - 大久保貴光（3）
- 三代目共雄会幹部 森口篤 - 金山一彦（3）
- 大阪 波岡組組長 波岡弘之 - 清水健太郎（3）
- 呉市 三代目共雄会相談役 北隆 - 中野英雄（3）（※二役）

- 山上功治：小沢仁志（4）（※二役）
- 博徒 岡島組組長 岡島敏夫：山本昌平（4）
- ヤスコ：及森玲子（4）
- 岡島組組員 ショウちゃん：奥野敦士（4）
- 岡島組組員 アミモト：山本竜二（4）（※二役）
- 岡島組組員：山口剛（4）
- 岡島組組員 マルタニ：金山一彦（4）（※二役）
- 岡島組組員：五刀剛（4）
- 朝鮮連合 パク：軍司眞人（4）
- 朝鮮連合：山口祥行（4）
- 朝鮮連合：加藤知宏（4）
- 被爆した兵隊：土平ドンペイ（4）（※複数役）
- クボデラ：辰巳佳太（4）
- テキヤ 村西組組長 村西サンジ：港雄一（4）（※二役）
- テキヤ 村西組組員 村西正春（サンジの実子）：竹内力（4）
- 村西組組員：鬼丸（4）
- 村西組組員 スガノ：やべきょうすけ（4）
- 村西組組員：鈴木隆二郎（4）（※二役）
- 村西組組員：中野裕斗（4）
- 警察署長：諏訪太朗（4）

ナレーション
- 田辺博之

### スタッフ
- 監督：辻裕之
- 製作：ミナミ十吾・中島仁（1・2）中島仁（3・4）
- 原作：大下英治（桃園書房刊）
- 企画：伊藤秀裕
- プロデューサー：小野誠一、瀬田素
- キャスティングプロデューサー：田辺博之（1・2）
- 脚本：江良至（1・2・3）辻裕之（4）
- 音楽：アトリエ・シーラ（1・2・3）奥野敦士（4）
- 撮影：小松原茂（1・2・4）坂江正明（3）
- 照明：石丸隆一（1・2・4）大坂章夫（3）
- 録音：中村雅光（1・2）沼田和夫（3）星一郎（4）
- 美術：奥津徹夫（1・2）橋本千春（3・4）
- VE：谷川克己（1・2）谷川克巳（3・4）
- 編集：金子尚樹
- 助監督：山本英之
- 制作担当：森太郎（1・2）東克治（4）
- ラインプロデューサー - 阿部直木（3）
- アソシエイトプロデューサー：松島富士雄（1・2）
- 監督助手：遠藤健一・李相日（1・2）遠藤健一・稲葉博文・土屋雄二（3）仰木豊・山田友美（4）
- 音響効果：丹雄二（1・2）柴崎憲治（3・4）
- EED：長澤亮祐（4）
- MA：藤沢信介（4）
- ガンエフェクト：ビル横山・会田文彦・神保良平（1・2）ビル横山・会田文彦（3・4）
- スタントコーディネーター：釼持誠・髙野弘樹（1・2）辻井啓伺・玉寄兼一郎（3・4）
- 小道具：貝沼大輔・新納育子（4）
- 衣裳：波多野芳一（4）
- 刺青：田中光司（彫武一門）・松沢康予（1・2）田中光司（彫武一門）・渡辺誠（彫武一門）（3）
- 装飾：橋本千春（1・2）竹安正登（3）
- 持道具：日野奈津子（1・2）上島明子（3）
- 衣裳：波多野芳一
- ヘアー・メイク：細川昌子・遠山直美（1・2）高森優子（3）古澤貴子（4）
- デジタル合成：和田文・鴨原大輔・橋本聡（1・2）太田垣香織（3）
- スチール：畠山壽人（1・2）石川登栂子（3）山本千里（4）
- 題字：山本英之
- タイトル：道川昭
- 方言指導：研丘光男（1・2）加山聖城（3）五刀剛（4）
- 企画協力：河本康文・斎藤守（4）
- 演技事務：鍬永淳二（1・2）伊東雅子（3）
- 制作主任：渡辺貴生（1・2）坪井力・石堂加奈子（3）亀邑郁芝（4）
- 制作進行：関浩紀・長島みゆき（1・2）石川雅視（4）
- 制作協力：エクセレントフィルム
- 制作：ミュージアムピクチャーズ
- 製作：ミュージアム（1・2・3）ジーピー・ミュージアム（4）

### ソフト
1. 実録・広島やくざ戦争（2000年8月21日）※DVDタイトルは『広島やくざ戦争』。
2. 広島やくざ戦争 完結編（2000年10月21日）
3. 続・広島やくざ戦争 流血!第三次抗争勃発!（2001年7月21日）
4. 新・広島やくざ戦争 武闘派列伝 伝説の広島極道 山上功治の生涯（2002年）

## 漫画
- 広島ヤクザ戦争（ぶんか社コミックス）作：大下英治 画：毛利きみはる 全3巻
  - 広島ヤクザ戦争1 ジャックナイフの久（2003年8月21日）ISBN 978-4821180394
  - 広島ヤクザ戦争2 代理戦争（2003年10月30日）ISBN 978-4821180547
  - 広島ヤクザ戦争3 共雄会三代目（2004年5月1日）ISBN 978-4821180837

## 備考
- 主演の小沢仁志は自ら本作の営業を行って1万7000本のヒットに繋げ[2]、Vシネマ俳優としての地位を確立した[3]。